# Transformers: Go!
«Трансформеры: Вперёд!» (яп. 参乗合体 トランスフォーマーGo!, Sanjō Gattai Toransufōmā Gō!) — мультсериал о трансформерах, вышедший на свет в 2013 году. Распространяется на DVD с журналом «TV Magazine». Новые серии выходили раз в месяц вместе с выпусками журнала. В конце месяца появлялись на официальном канале TakaraTomy на YouTube, но постепенно перестали. В США доступна версия сериала с субтитрами.

## Сюжет
Около вулкана маленький мальчик случайно вызывает обвал, обнаживший голову Драготрона. Предакон просыпается и пробуждает ото сна остальных представителей своего рода. Оптимус Прайм засекает пять сигналов предаконов, а также шесть автоботских, и недоумевает, что это может означать.
В Токио мальчик Исами Татеваки и его дедушка подвергаются нападению предаконов, желающих забрать Легендиск, но школьник с помощью артефакта пробуждает команду самураев. В то же время его друг Тобио Фума оживляет команду ниндзя. Вместе дети и автоботы должны остановить разбушевавшихся предаконов.
Вскоре выясняется, что Легендисков всего пять, из них два — у мальчиков, один — у Драготрона, но два других находятся в прошлом. Дети и автоботы вынуждены совершить серию путешествий в прошлое, встречаясь со знаменитыми самураями и ниндзя, бывшими хранителями этих Легендисков, чтобы уговорить тех отдать артефакты. Однако получая артефакты, мальчики не могут забрать их с собой, и диски всё так же остаются в прошлом.
Постепенно Драготрон восстанавливает силы и отправляется в бой сам, однако появляется Оптимус Экспрайм, чтобы остановить его. К этому моменту Тобио получает легендиск от Сарутоби Саске. После серии неудачных попыток Исами удаётся доставить второй Легендиск в настоящее, но там его уже поджидают Драготрон и пара предаконов. Однако вновь появляется Оптимус Экспрайм, который помогает сдержать натиск врагов, используя свои три режима и способность к телепортации.
Драготрон похищает обоих мальчиков и все легендиски, чтобы с их помощью киберформировать Землю. Ниндзя и самураи объединяют усилия и спасают своих напарников, однако даже их совместные атаки не причиняют предакону вреда. Вдобавок, к сражению присоединяются остальные предаконы. Драготрон тут же использует их тела, чтобы вырасти. Автоботы оказываются разгромлены, но мальчики не сдаются и сливаются с Гекисомару и Кензаном, используя силу Легендисков, после чего самурай и ниндзя соединяются с Оптимусом Экспраймом. Новообразованный ДайГекисо оказывается достаточно силён, чтобы одолеть врага, и все пять Легендисков вновь отправляют предакона в заточение. Завершив свою миссию, автоботы и мальчики наслаждаются миром.

## Эпизоды

### Самураи
1. Комбинация в кубе. Команда мечников-самураев
2. Преследование Легендиска
3. Неуязвимый мечник — Рьёма Сакамото
4. Сражение с Мусашибо Бенкеем
5. Оптимус Экспрайм отправляется
6. Последняя битва. Объединение ДайКензана

### Ниндзя
1. Комбинация в кубе. Команда мечников-ниндзя
2. Открытие Легендиска
3. Выход нового воина
4. Последняя битва. Объединение ДайГекисо

### Спецвыпуски
- В декабре 2013 года появился первый спецвыпуск — коллаж первых четырёх эпизодов про самураев и первых двух — про ниндзя. Получившаяся серия длилась 27 минут, что примерно в два раза превышает продолжительность обычной серии этого сериала.